# Valerius Ritter

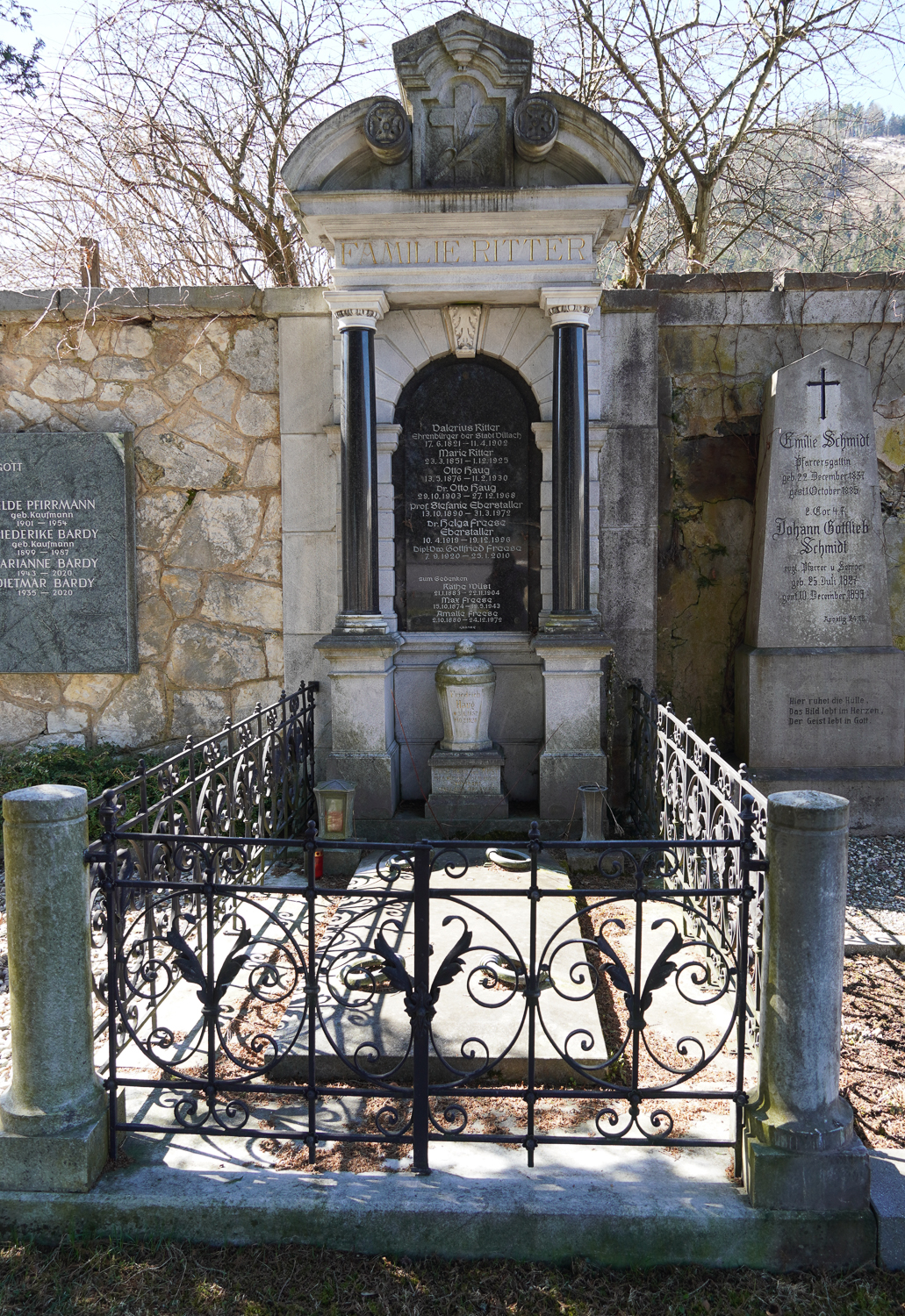
Grabstätte von Valerius Ritter bei der Evangelischen Pfarrkirche Sankt Ruprecht bei Villach

Valerius Ritter (* 17. Juni 1821 in Seidorf, Kreis Hirschberg, Preußisch-Schlesien (heute Sosnówka, Gemeinde Podgórzyn, Woiwodschaft Niederschlesien, Polen); † 11. April 1902 in St. Leonhard, Gemeinde Landskron (heute Stadt Villach)) war Jurist und Abgeordneter zum Österreichischen Abgeordnetenhaus.

## Leben
Valerius Ritter war Sohn des Hausbesitzers Christian Gottlieb Ritter. Nach dem Studium der Rechtswissenschaften war er zunächst im preußischen Gerichtsdienst. Im Jahr 1856 wurde er nach einem Disziplinarverfahren als Kreisgerichtssekretär in Glatz (heute Kłodzko in der Woiwodschaft Niederschlesien in Polen) entlassen. Danach wurde er Buchhalter. Ab dem Jahr 1863 war er Prokurist, danach bis 1871 Verwalter der Graf Henckel-Donnersmarck'schen Güter in Kärnten (vor allem das Eisenwerk in Wolfsberg). Ab 1871 war er Privatier in Wien. Im Jahr 1878 wurde er Realitätenbesitzer vom Ramserhof in St. Leonhard. Ab 1872 beteiligte er sich an und im Verwaltungsrat mehrerer Banken und Industriebetriebe, unter anderem von 1872 bis 1875 bei der Österreichischen Hypothekar-Rentenbank. Vor 1873 war er Verwaltungsrat und von 1883 bis 1902 Vizepräsident der Lemberg-Czernowitz-Jassy-Eisenbahn.
Valerius Ritter war von 1870 bis 1883 im Kärntner Landtag (3., 4. und 5. Wahlperiode) als Vertreter der Städte, Märkte und Industrialorte Wolfsberg, St. Leonhard, St. Andrä, St. Paul, Unterdrauburg (mittlerweile zu Slowenien gehörend).
Er war evangelisch A.B. und verheiratet mit Amalia Rowinska, die allerdings schon im Jahr 1887 verstarb. Seine zweite Frau hieß Maria Wüst, die er im Jahr 1889 heiratete.  Er hatte keine Kinder.

## Politische Funktionen
Valerius Ritter war vom 15. September 1870 bis zum 7. September 1873 Abgeordneter des Abgeordnetenhauses im Reichsrat (III. und IV. Legislaturperiode), Kronland Kärnten, Kurie Städte und Handels- und Gewerbekammer Klagenfurt.
Er war vom 4. November 1873 bis zum 23. Januar 1891 Abgeordneter des Abgeordnetenhauses im Reichsrat (V., VI.  und VII. Legislaturperiode), Kronland Kärnten, Kurie Städte 2, Regionen Sankt Veit, Feldkirchen, Friesach, Straßburg, Althofen, Hüttenberg, Wolfsberg, St. Leonhard, St. Andrä, St. Paul, Unterdrauburg, Völkermarkt, Bleiburg, Kappel.

## Klubmitgliedschaften
Valerius Ritter gehört ab Ende April 1871 dem Klub der äußersten Linken und ab dem 17. Januar 1872 dem Klub der Verfassungspartei an. Ab 1873 war er beim Fortschrittsklub und ab dem 30. April 1877 beim Neuen Fortschrittsklub. Ab 1879 war er beim Klub der Liberalen, bei dem er vom 1. März bis zum 7. April 1880 und vom 7. Februar bis zum 3. März 1881 Obmann-Stellvertreter war. Ab dem 19. November 1881 war er Mitglied der Vereinigten Linken und ab 1885 im Deutschösterreichischen Klub. Letztendlich war er ab dem 6. November 1888 bei den Vereinigten Deutschen Linken.